# Cheilopsis
Cheilopsis is een geslacht van vliesvleugeligen uit de familie Encyrtidae. De wetenschappelijke naam van dit geslacht is voor het eerst geldig gepubliceerd in 1983 door Prinsloo.

## Soorten
Het geslacht Cheilopsis is monotypisch en omvat slechts de volgende soort:
- Cheilopsis inca Prinsloo, 1983